# Rhinella sclerocephala
Rhinella sclerocephala es una especie de anfibio anuro de la familia Bufonidae.

## Distribución geográfica
Esta especie es endémica del estado de Falcón en Venezuela. Habita entre los 1150 y 1500 m de altitud en la sierra de San Luis.

## Descripción
El macho mide en promedio 61.2 mm y la hembra 72.9 mm.

## Publicación original
- Mijares-Urrutia & Arends-Rodríguez, 2001 : A New Toad of the Bufo margaritifer Complex (Amphibia: Bufonidae) from Northwestern Venezuela. Herpetologica, vol. 57, n.º 4, p. 523-531.[5]